# Jason Castro
Jason René Castro (sinh ngày 25 tháng 3 năm 1987) là một nam ca sĩ người Mỹ gốc Colombia. Anh tham dự cuộc thi American Idol 7 và giành vị trí thứ tư chung cuộc. Anh được nhiều người yêu quý bởi chất giọng đặc biệt truyền cảm và đặc biệt hợp với đàn ghi ta cũng như các nhạc cụ mộc khác. Các bài hát Jason Castro đã thể hiện trong chương trình American Idol:
- Nhóm 24: Day dream
- Nhóm 20: I just want to be your everything
- Nhóm 16: Hallelujah
- Nhóm 12: If I fell
- Nhóm 11: Michelle
- Nhóm 10: Fragile
- Nhóm 9: Travelling through
- Nhóm 8: Somewhere over the rainbow
- Nhóm 7: I don't want to cry
- Nhóm 6: Memory
- Nhóm 5: September morn và Forever in my blue jeans
- Nhóm 4: Mr. Tambourine man và I shot the sheriff